# Valentino Rossi
Valentino Rossi (Urbino, 16 de fevereiro de 1979) é um ex–motociclista profissional e vencedor de vários títulos mundiais de MotoGP. Com 9 campeonatos mundiais de motociclismo, sendo 7 na principal categoria, estando atrás por 1 título, de Giacomo Agostini que tem 8 na principal categoria, no seu palmarés é considerado um dos mais bem sucedidos desportistas e pilotos de motociclismo de todos os tempos. Após uma era de épocas dominadas pelo piloto, em 2006 perdeu a chance de obter o oitavo título, terminando o campeonato em segundo lugar. Com poucas corridas para o final da temporada de 2007, perdeu novamente o título, desta vez para o australiano Casey Stoner. Entretanto, em 2008, voltou a subir ao pódio, conquistando o oitavo campeonato mundial; e em 2009 repetiu o feito, ficando com 9 campeonatos mundiais.
De acordo com a revista Sports Illustrated e outras fontes confiáveis, Rossi está entre os 20 desportistas mais bem pagos do mundo, chegando aos 35 milhões de dólares por ano.
Foi considerado um dos cinco melhores desportistas mundiais da primeira década do terceiro milénio (2000-2009). Entre vários prémios obtidos, destacam-se cinco referências nos "Laureus Sports Awards" (Prémios de maior prestígio do desporto mundial). Quatro nomeações para o prémio de "Desportista Mundial do Ano" (2004; 2005; 2009; 2010). E o prémio de "Spirit of Sport" que Rossi recebeu em 2006.
Seguindo a carreira de seu pai, Graziano Rossi, Rossi começou a correr no MotoGP, no Grand Prix de 1996, pela Aprilia, na categoria de 125cc; e venceu o seu primeiro campeonato mundial no ano seguinte. A partir de então, transferiu-se para a categoria 250cc, novamente com uma Aprilia, e ganhou o Campeonato Mundial em 1999. Ganhou o Campeonato Mundial de 500cc com uma Honda, em 2001. Conquistou os Campeonatos Mundiais de 2002 e 2003 do MotoGP também com uma Honda, e continuou sua conquista de campeonatos do MotoGP em 2004, 2005, 2008 e 2009, depois de deixar a Honda e entrar para a Yamaha.
Rossi é conhecido pela sua excentricidade dentro e fora das pistas. No mundo do motociclismo é conhecido como "Il Dottore" (O Doutor). Desde o início, usa o número 46 em homenagem ao pai, Graziano Rossi. Viveu em Londres entre 2000 e 2008. Mas depois de solucionar o ajuste de pagamento do fisco italiano, voltou à sua cidade natal, Tavullia.
Rossi já bateu, praticamente, todos os recordes. Um dos poucos que lhe faltou foi obter 123 vitórias para conseguir bater o detentor deste recorde (Giacomo Agostini, com 122 vitórias).
Em 2001, Rossi e seu parceiro de equipe Colin Edwards venceram as 8 Horas de Suzuka, uma prova de resistência realizada anualmente no Circuito de Suzuka, no Japão. Ambos pilotaram uma Honda.
Rossi começou pilotando uma Aprilia, onde foi campeão mundial pela 125cc, em 1997; e pela 250cc, em 1999. No ano 2000, assinou um contrato com a Honda e acabou sendo campeão do mundo três vezes: em 2001 pela 500cc, que hoje se chama MotoGP; em 2002, com motores de 990cc; e em 2003. Em 2004 fechou com a Yamaha, onde ficou até 2010. Nesse meio tempo, ele foi campeão em 2004 e 2005 ainda com os motores de 990cc; e em 2008 e 2009 foi campeão de novo, já com os novos motores de 800cc. Para a temporada 2011, ele assinou um contrato de dois anos com a Ducati. Em 10 de agosto de 2012, Rossi anuncia seu retorno a Yamaha, depois de duas temporadas sofridas na marca italiana.
Rossi foi campeão da MotoGP/500cc em 2001, 2002, 2003, 2004, 2005, 2008 e 2009; e vice em 2000, 2006, 2014 e 2015, além das terceiras colocações em 2007 e 2010. Pela 250cc, ele foi campeão em 1999 e vice em 1998. Já pela 125cc, ele foi campeão em 1997 e teve uma nona colocação em 1996.
É dono da equipa Team VR46 que compete em Moto2 e MotoGP. Em 2022 participa no campeonato automobilistico GT World Challenge Europe pela Team WRT.

## O começo
Valentino Rossi nasceu em Urbino. Filho de Graziano Rossi, um ex-piloto de motociclismo, teve o seu primeiro contacto com as motos ainda aos 2 anos.
A primeira paixão pela velocidade veio com os karts. Aconselhado pela mãe de Rossi, Stefania, e também para a segurança de seu filho, Graziano comprou um kart para substituir as motos. Entretanto, a família Rossi procurou ir mais rápido, propondo um redesign; Graziano trocou o motor de 60cc por um motor nacional de 100cc para o kart do filho, que estava com 5 anos de idade na altura.
Embora Valentino mostrasse interesse por outras coisas, como tocar guitarra e jogar futebol, o seu interesse pela escola vinha a decair cada vez mais. Apesar de sua mãe tê-lo matriculado numa escola de futebol, ele achava mais interessante observar caixas de brita e qualquer tipo de corridas, principalmente de motos.
Graziano tentou forjar documentos na tentativa de conseguir uma licença de piloto, de kart, para o filho, um ano antes do permitido pela lei (Rossi tinha 9 anos na época), falhando totalmente. Valentino venceu o campeonato regional de kart em 1990. Nessa época, uma nova mania mudou o destino do menino. As minimotos tornaram-se a sua paixão e, antes do final de 1991, Valentino já havia vencido 16 corridas regionais.
Visto que as minimotos eram apenas uma diversão, Rossi continuou a competir de kart e terminou em 5º lugar no campeonato nacional de kart em Parma. Ambos, pai e filho, começaram a pensar na mudança, de Valentino, para a série italiana de 100cc, correspondendo, assim, ao nível europeu. Desta forma, a hipótese de chegar à Fórmula 1 tornava-se bastante fácil. Entretanto, o alto custo das corridas de kart provocou a tomada de uma decisão um pouco diferente dos planos anteriormente pensados; e Valentino acabou se transferindo para as minimotos. Entre 1992 e 1993, Valentino continuou a aprender como controlar as minimotos, de forma a pilotá-las extraordinariamente bem, ganhando corrida após corrida.

## A mudança para as motos
Com o talento de Rossi a crescer, tornou-se totalmente claro que uma moto mais potente era necessária para o seu progresso. Em 1993, Rossi adquiriu uma Cagiva Mito de 125cc, que foi destruída logo na primeira curva, não mais do que uns 100 metros além da partida.
A moto foi reparada, dando a Rossi a oportunidade de corrigir o erro da primeira curva, indo bater logo na segunda curva. Ainda era um momento de diversão para Rossi, que serviu somente para que ele perceba o que uma moto, realmente, significaria para ele.
Valentino terminou o fim-de-semana em 9º lugar. Embora a sua primeira temporada no Campeonato Italiano de Produção Desportiva fosse variada, a sua consistência ajudou-o a melhorar as suas habilidades de piloto, dando-lhe uma pole position na última prova, em Misano, onde finalmente conseguiu terminar no pódio. No segundo ano, Rossi testou uma Mito de fábrica, do gerente da Cagiva, Claudio Lusuardi, e então venceu o título italiano.

## Era dos Campeonatos Mundiais

### 125cc

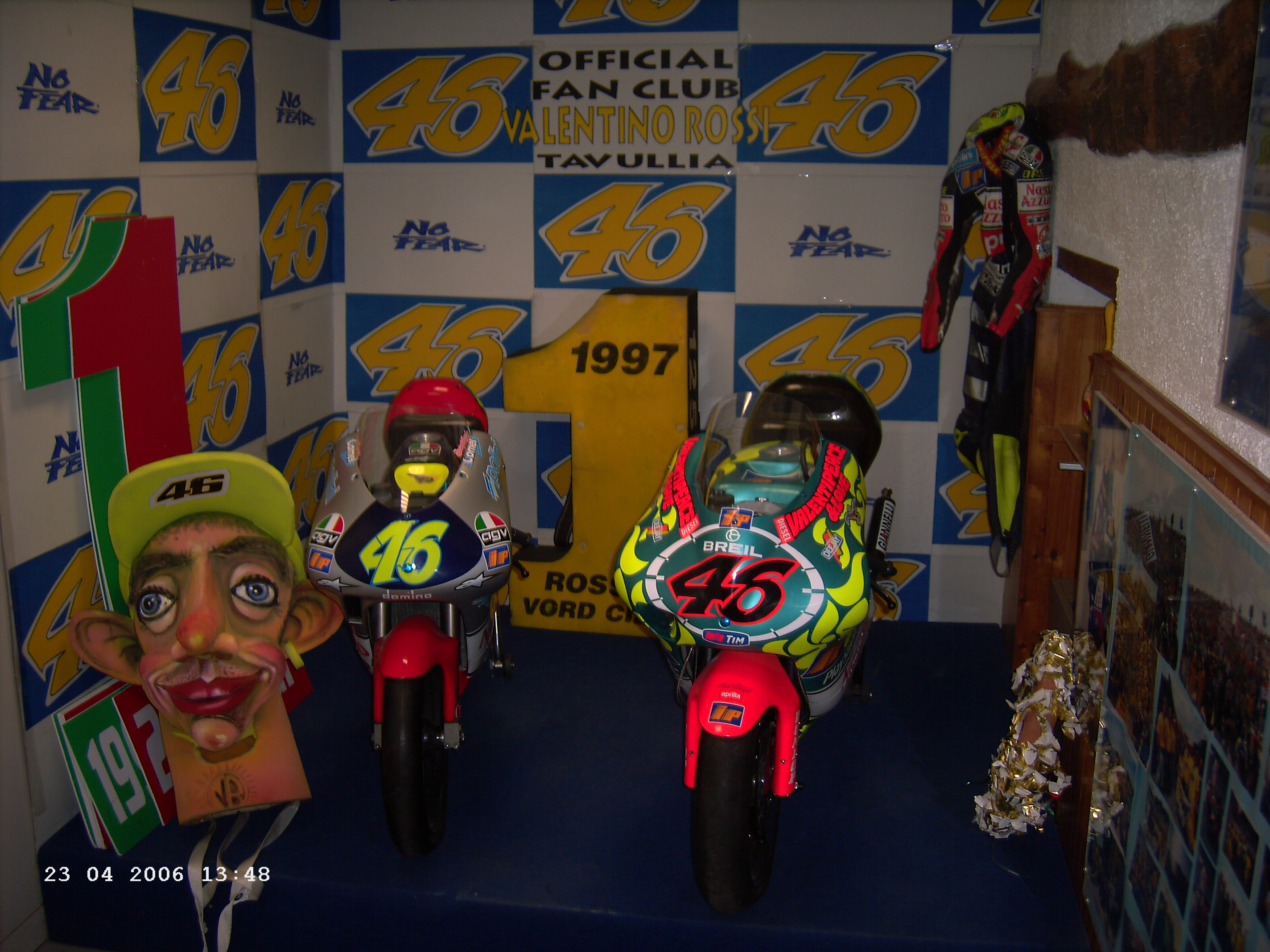
As Aprilia RS 125 (à esquerda) e 250 (à direita) com que Rossi venceu o Campeonato do Mundo de 125cc em 1999.

Em 1994, a Aprilia, através da Sandroni, contratou Valentino Rossi, e passou a utilizá-lo para melhorar significativamente, a RS 125. Isto permitiu a Rossi aprender como lidar com uma rápida moto de 125cc do campeonato mundial. Primeiro correu, na Sandroni, no campeonato italiano de 1994; e continuou a correr nos campeonatos europeu e italiano de 1995.
Rossi conseguiu um pequeno sucesso na temporada de 1996 do campeonato mundial, colecionando mais acidentes do que tinha até então, não conseguindo terminar nenhuma das 5 primeiras corridas do campeonato. Entretanto, em agosto, Rossi conseguiu vencer a sua primeira corrida no campeonato mundial, em Brno, na República Tcheca. No final da temporada, acabou por terminar em 9º na classificação geral de pilotos, com algumas performances inconsistentes mas ainda demonstrando altas velocidades. Rossi passou por um período de aprendiz, que ajudou a desenvolver as suas habilidades o suficiente para dominar, completamente, o campeonato mundial das 125cc na temporada de 1997, vencendo um impressionante número de 11 corridas, das 15 disputadas.

### 250cc
Para a temporada de 1998, a Aprilia tinha como pilotos Valentino Rossi, Loris Capirossi e Tetsuya Harada, para pilotar a RS250. Mas, mesmo com uma moto rápida e experientes campeões mundiais como companheiros de equipe, Rossi esforçou-se na sua primeira temporada nas 250cc. Rossi considera 1998 o ano de maior resistência da sua carreira, pela enorme pressão que sofria cada vez que corria, como, aliás, já era esperado pela Aprilia, a mídia e, efetivamente, todos em seu redor. A morte de dois amigos num acidente de carro veio aumentar ainda mais essa pressão. Novamente Rossi encontrou-se num período de aprendizagem com a sua nova moto na primeira temporada, concluindo, assim, a temporada de 1998 em 2º lugar, somente 3 pontos atrás do campeão Loris Capirossi. Em 1999, entretanto, ele venceu o campeonato, colecionando 5 pole positions e 9 vitórias.

### Pré 500cc

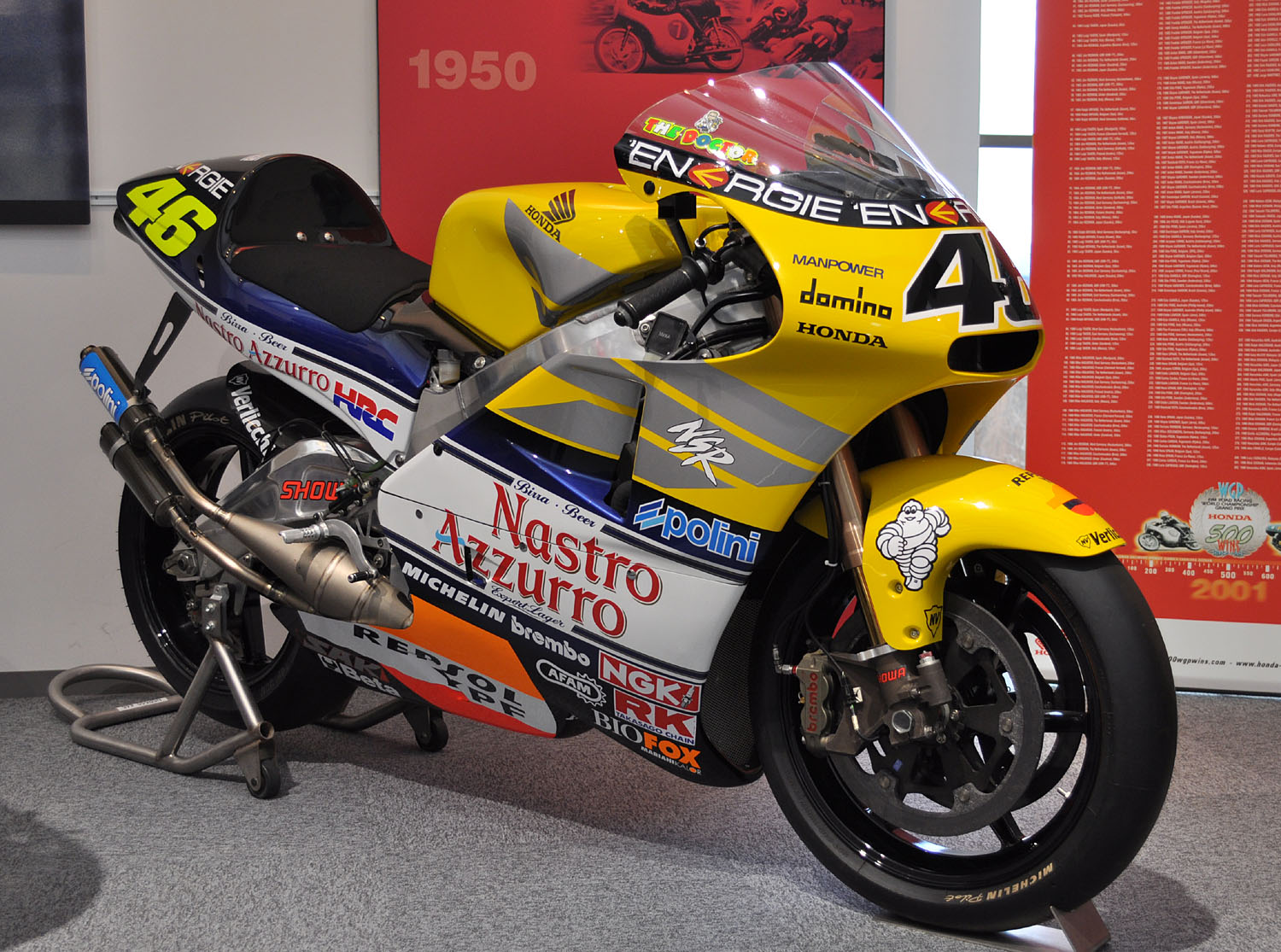
Honda NSR 500 utilizada por Rossi em 2001

Rossi foi recompensado em 2000, pelo seu campeonato mundial nas 250cc, sendo contratado pela Honda para aquela que era a classe máxima do campeonato mundial de motovelocidade, as 500cc. Jeremy Burgess, que fazia parte da equipa principal da HRC (Honda Racing Corporation), mostrou-lhe a NSR500 e ficou convencido que a parceria Rossi-Burgess não traria nada, além de sucesso. O Campeão Mundial das 500cc, Mick Doohan, que também teve Jeremy Burgess como seu engenheiro-chefe, trabalhou com Rossi como seu mentor pessoal no seu primeiro ano na Honda. Seria, também, a primeira vez que Rossi correria contra um feroz rival, Max Biaggi. Embora ambos nunca tivessem corrido um contra o outro, uma rivalidade intensa foi desenvolvida graças à determinação e carisma de Rossi e o orgulho romano matador de Biaggi. Rossi tratou de mostrar a força da NSR500, constantemente usando sua mente analítica com refinamento adicional. Rossi precisou de nove corridas para conseguir vencer, uma primeira vez, na Honda. Tal como aconteceu nas temporadas de 125cc e de 250cc, era inevitável que 2000 fosse um aquecimento para uma segunda temporada dominante. Valentino, na temporada de 2000, terminou em 2º lugar, atrás de Kenny Roberts Jr., com Max Biaggi terminando em terceiro.

## MotoGP

### Honda (2002-2003)

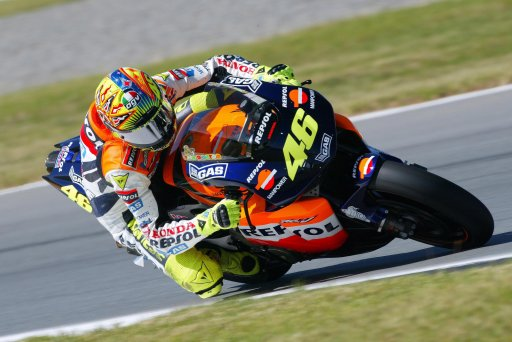
Rossi na moto Honda RC211V

#### 2002
O ano inaugural para as motos de MotoGP foi em 2002, quando os pilotos tiveram problemas de adaptação para se acostumar às novas motos. Rossi venceu a primeira corrida em condições de chuva em Suzuka, batendo vários pilotos locais,

#### 2003

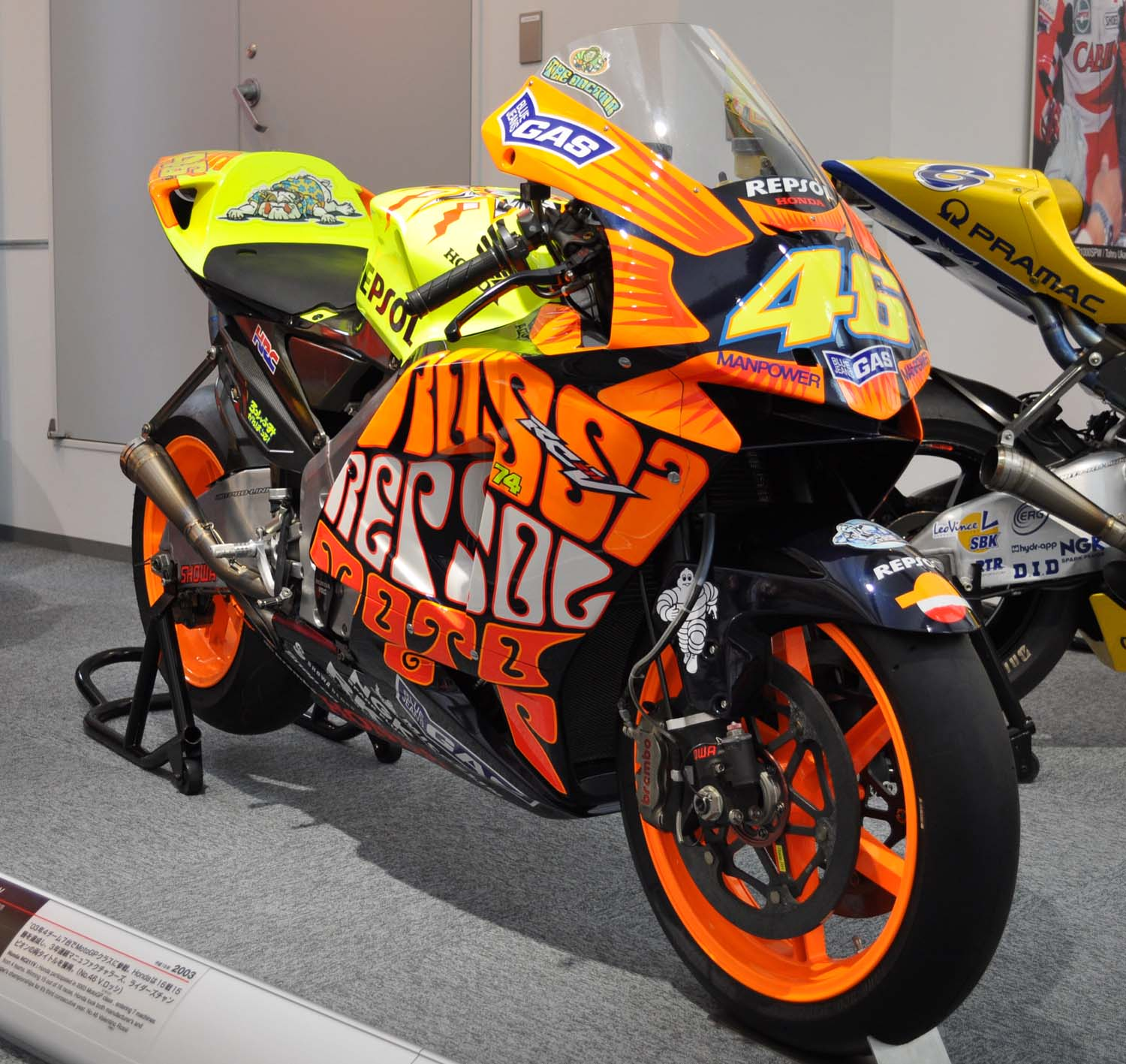
Honda RC211V com um one-off libré utilizado por Rossi durante a temporada de 2003.

Foi mais do mesmo, em 2003, para os rivais de Rossi quando  conseguiu nove poles, bem como nove vitórias para reivindicar seu terceiro Campeonato Mundial consecutivo, conquistando o título na Malásia. Este ano, Sete Gibernau se tornou seu adversário mais forte, batendo Rossi várias vezes, embora Rossi tenha levado a melhor sobre Gibernau na República Checa, por apenas 0,042 segundo. O Grande Prémio da Austrália, em Phillip Island é considerado por muitos fãs a ser um dos maiores momentos da carreira de Rossi devido a circunstâncias únicas. Depois de terem sido dados 10 segundos de penalização por ultrapassagens durante a bandeira amarela devido a um acidente com o piloto da Ducati, Troy Bayliss, principal candidato, Rossi começou a se afastar do resto do campo, terminando mais de 15 segundos à frente, mais do que suficiente para anular a pena e ganhar a corrida. Ele ganhou a última corrida em Valência com uma decoração especial, que viria a ser a sua vitória final pela Honda.
Com grande ceticismo sobre a razão do sucesso da dominância fosse a RC211V ao invés de Rossi, ele deixa a equipe no final da temporada. Rumores no meio da temporada apontavam para uma possível transferência para a Ducati, que deixou imprensa italiana em frenesi; a ideia de Rossi na grande moto italiana parecia bom demais para ser verdade. A Ducati, de fato, tentou seduzir Rossi para que ele integrasse sua equipe de MotoGP, a Desmosedici, mas por vários motivos Rossi recusou a oferta. Os críticos dizem que em comparação com os outros fabricantes, a Ducati tinha um grande caminho a percorrer antes de ser competitiva mesmo com Rossi no comando. Isto provou ser verdade com o desempenho fraco da Ducati na temporada de 2004, que tinha realmente sido pior do que o seu ano inaugural no MotoGP em 2003. Em sua autobiografia de 2005, What If I'd Never Tried It?, Rossi deu um outro motivo para ter escolhido a Yamaha ao invés da Ducati, dizendo que a mentalidade na Ducati Corse era um pouco semelhante ao que ele estava tentando escapar na Honda. Em uma última análise, Rossi assinou um contrato de dois anos com os rivais da Yamaha alegadamente ultrapassando o valor de US $ 12 milhões; um preço que nenhum outro fabricante, nem mesmo Honda, estava disposto a pagar.

### Yamaha (2004-2010)

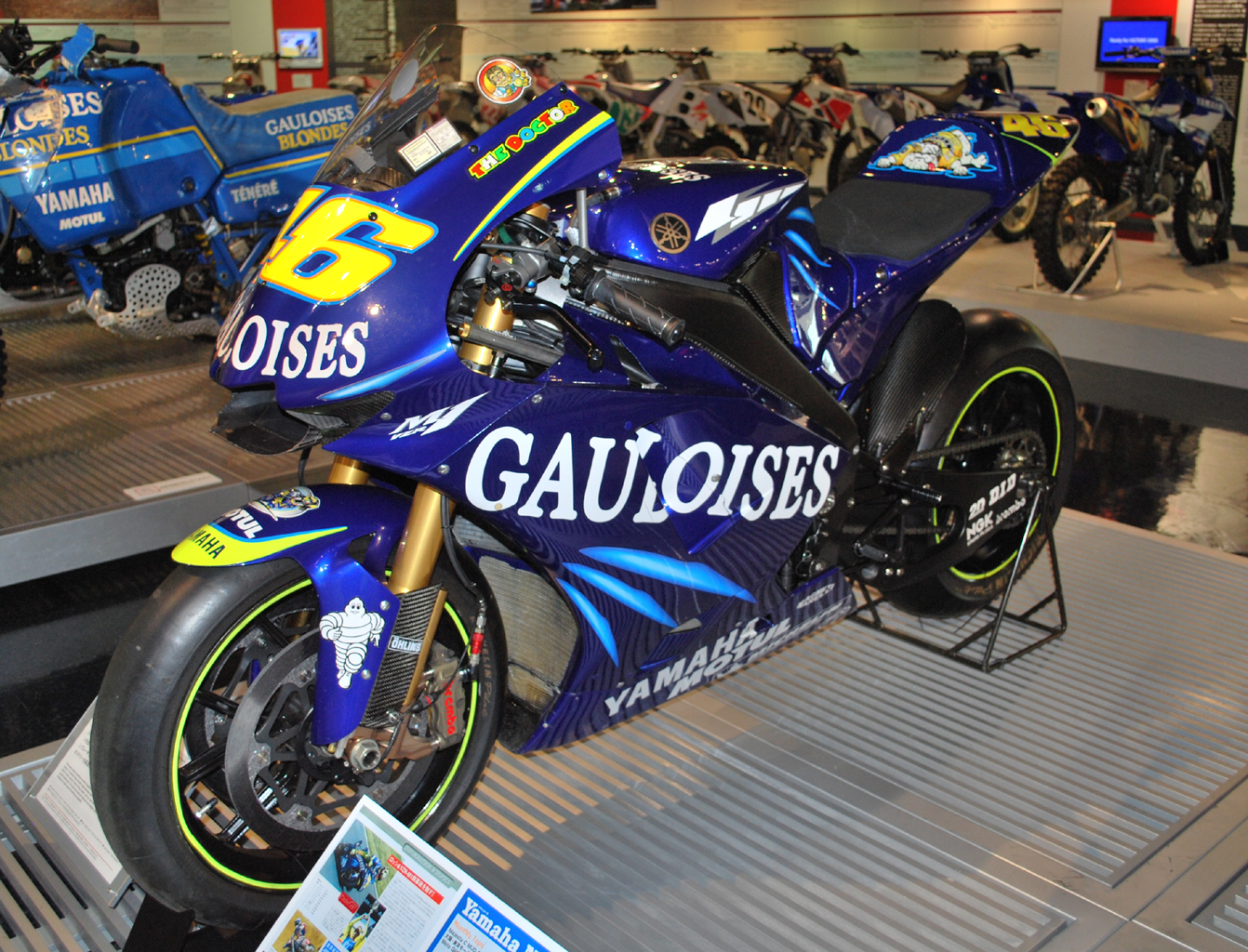
A Yamaha YZR-M1 utilizada por Rossi na temporada de 2004

Com a primeira corrida tradicional da época no  Suzuka fora da lista devido a considerações de segurança após o acidente fatal de Daijiro Kato, a temporada de 2004 começou na África do Sul. Rossi venceu a corrida, tornando-se o único piloto a vencer corridas consecutivas com diferentes fabricantes, tendo vencido a última corrida da temporada anterior em sua moto Honda. Seu quarto lugar em Jerez viu o fim de uma sequência de 23 pódios consecutivos. Ele não conseguiu terminar as corridas no Brasil e Qatar, mas Rossi ganharia mais oito Grandes Prémios na temporada, disputando principalmente Sete Gibernau, com Rossi conquistando o campeonato na penúltima corrida da temporada em Phillip Island, batendo Gibernau por apenas 0,097 segundo fazendo com que Rossi termine a temporada com 304 pontos contra 257 de Gibernau de 257, com Max Biaggi em terceiro com 217 pontos.

### Anúncio da aposentadoria
Valentino Rossi anunciou no dia 05 de agosto de 2021 que se aposentará ao final da temporada 2021 da MotoGP.

## Equipamentos e símbolos

### Capacetes

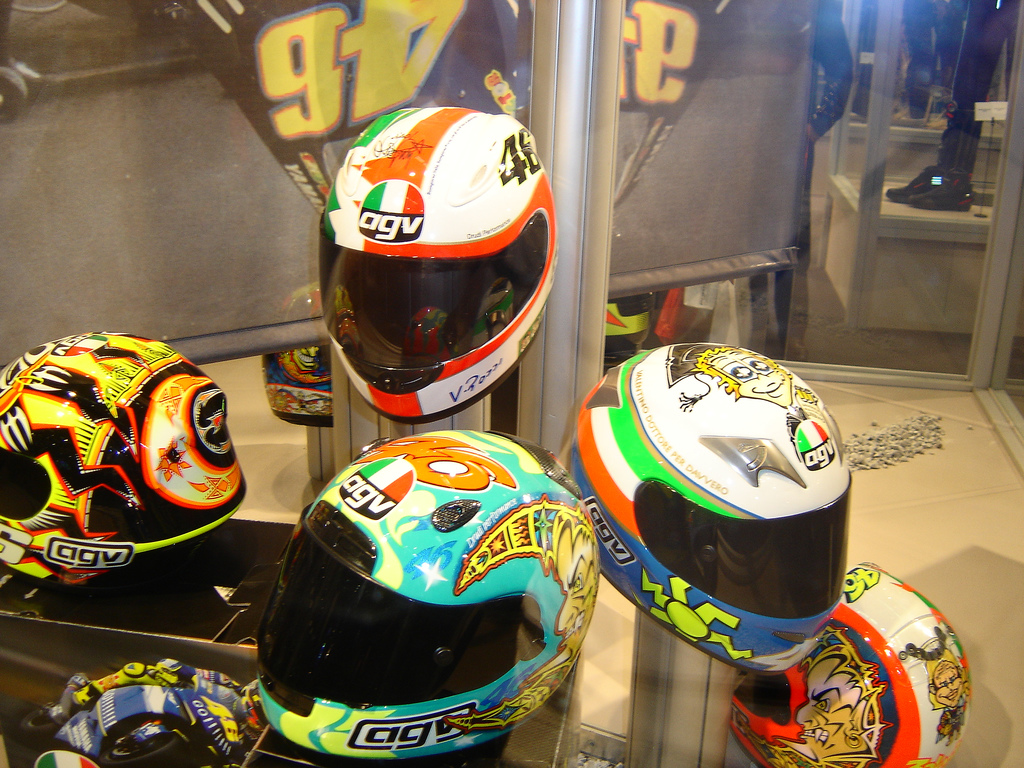
Diversos capacetes do piloto

Valentino Rossi teve diversos designs nos seus capacetes, durante toda a sua carreira. A maioria com modificações do Sol e da Lua, significando (de acordo com o próprio Rossi) os dois lados de sua personalidade. O autor do design de cada capacete de Valentino Rossi é Aldo Drudi.
Em 31 de Maio de 2008, durante a sessão de treinos livres, o italiano entreteve o público com a apresentação de novo desenho do seu capacete pensado, exclusivamente para o Grande Prémio de Mugello (Itália). O capacete, da marca AGV, foi desenhado por Aldo Drudi e conta com uma imagem do rosto de Rossi, muito excitado, para transmitir aos seus fãs uma boa ideia de como se sente ao correr em Mugello, um traçado onde as velocidades excedem os 320 km/h.

## Disputas
No verão de 2007, o Gabinete de Pesaro da Receita Federal impugnou a Rossi por taxas não declaradas de 58.950.311 euros, relativas ao período 2000-2004; considerando IRPEF, IRAP e IVA, a evasão fiscal ascenderia a 43,7 milhões de euros. O fiscal pediu ainda o pagamento de multas e juros, num total de 112 milhões de euros. Segundo o órgão, nos cinco anos em questão, o piloto havia apresentado declaração de IRPEF com renda inferior à real; o mesmo se aplica ao IRAP e IVA do ano 2000, sendo que no quadriénio 2001-2004 não apresentou qualquer declaração relativa a estes dois últimos impostos. Rossi defendeu-se afirmando que tinha confiado a sua gestão fiscal a profissionais, que lhe asseguraram ter cumprido a lei ao terem pago todos os impostos devidos no Reino Unido, onde residia na altura; de acordo com as investigações das autoridades fiscais italianas, pelo contrário, o chamado "centro de interesses" de Rossi ainda estava na Itália.
Em Fevereiro de 2008, o piloto chegou a acordo com a agência de receitas negociando o pagamento de 19 milhões de euros para o período 2000-2004, e 16 para o período 2005-2006: 30 milhões relativos aos resultados do período e 4,8 relativos ao falta de declaração. Para afastar a pendência do judiciário sobre o crime de declaração omissa e parcial,[196] em maio de 2009 Rossi pediu ao Ministério Público de Pesaro uma pena de prisão de seis meses: em virtude da suspensão condicional, o crime foi extinto e, portanto, a execução da pena não mais ocorreu e a condenação não foi mencionada no registro criminal.

## Estatísticas
- 1996 - 9º classificado em 125cc (Scuderia AGV Aprilia) (Primeiro Mundial de V. Rossi)
- 1997 - Campeão Mundial em 125cc (Nastro Azzurro Aprilia)
- 1998 - 2º classificado em 250cc (Nastro Azzurro Aprilia)
- 1999 - Campeão Mundial em 250cc (Aprilia Grand Prix Racing)
- 2000 - 2º classificado em 500cc (Nastro Azzurro Honda)
- 2001 - Campeão Mundial em 500cc (Nastro Azzurro Honda)
- 2002 - Campeão Mundial em MotoGP (Repsol Honda)
- 2003 - Campeão Mundial em MotoGP (Repsol Honda)
- 2004 - Campeão Mundial em MotoGP (Gauloises Fortuna Yamaha)
- 2005 - Campeão Mundial em MotoGP (Gauloises Yamaha)
- 2006 - 2º classificado em MotoGP (Camel Yamaha)
- 2007 - 3º classificado em MotoGP (Fiat Yamaha)
- 2008 - Campeão Mundial em MotoGP (Fiat Yamaha)
- 2009 - Campeão Mundial em MotoGP (Fiat Yamaha)
- 2010 - 3° classificado em MotoGP (Fiat Yamaha)
- 2011 - 7° classificado em MotoGP (Ducati)
- 2012 - 6° classificado em MotoGP (Ducati)
- 2013 - 4° classificado em MotoGP (Movistar Yamaha)
- 2014 - 2° classificado em MotoGP (Movistar Yamaha)
- 2015 - 2° classificado em MotoGP (Movistar Yamaha)
- 2016 - 2° classificado em MotoGP (Movistar Yamaha)
- 2017 - 4° classificado em MotoGP (Movistar Yamaha)
- 2018 - 3° classificado em MotoGP (Movistar Yamaha)

### Por temporada (1996 - 2020)
| Temporada | Categoria | Moto    | Equipe                                                      | Nº | Corridas | Vitórias | Pódios | Poles | Voltas rápidas | Pontos | Posição |
| --------- | --------- | ------- | ----------------------------------------------------------- | -- | -------- | -------- | ------ | ----- | -------------- | ------ | ------- |
| 1996      | 125cc     | Aprilia | Scuderia ENI                                                | 46 | 15       | 1        | 2      | 1     | 2              | 111    | 9º      |
| 1997      | 125cc     | Aprilia | Genesis Racing                                              | 46 | 15       | 11       | 13     | 4     | 7              | 321    | 1º      |
| 1998      | 250cc     | Aprilia | Nastro Azzurro Aprilia                                      | 46 | 14       | 5        | 9      | 0     | 3              | 201    | 2º      |
| 1999      | 250cc     | Aprilia | Aprilia Grand Prix Racing                                   | 46 | 16       | 9        | 12     | 5     | 8              | 309    | 1º      |
| 2000      | 500cc     | Honda   | Nastro Azzurro Honda                                        | 46 | 16       | 2        | 10     | 0     | 5              | 209    | 2º      |
| 2001      | 500cc     | Honda   | Nastro Azzurro Honda                                        | 46 | 16       | 11       | 13     | 4     | 10             | 325    | 1º      |
| 2002      | MotoGP    | Honda   | Repsol Honda Team                                           | 46 | 16       | 11       | 15     | 7     | 9              | 355    | 1º      |
| 2003      | MotoGP    | Honda   | Repsol Honda Team                                           | 46 | 16       | 9        | 16     | 9     | 12             | 357    | 1º      |
| 2004      | MotoGP    | Yamaha  | Gauloises Fortuna Yamaha                                    | 46 | 16       | 9        | 11     | 5     | 3              | 304    | 1º      |
| 2005      | MotoGP    | Yamaha  | Gauloises Fortuna Yamaha, Yamaha Factory Racing (rd.8 e 17) | 46 | 17       | 11       | 16     | 5     | 6              | 367    | 1º      |
| 2006      | MotoGP    | Yamaha  | Camel Yamaha Team                                           | 46 | 17       | 5        | 10     | 5     | 4              | 247    | 2º      |
| 2007      | MotoGP    | Yamaha  | FIAT Yamaha Team                                            | 46 | 18       | 4        | 8      | 4     | 3              | 241    | 3º      |
| 2008      | MotoGP    | Yamaha  | FIAT Yamaha Team                                            | 46 | 18       | 9        | 16     | 2     | 5              | 373    | 1º      |
| 2009      | MotoGP    | Yamaha  | FIAT Yamaha Team                                            | 46 | 17       | 6        | 13     | 7     | 6              | 306    | 1º      |
| 2010      | MotoGP    | Yamaha  | FIAT Yamaha Team                                            | 46 | 14       | 2        | 10     | 1     | 2              | 233    | 3º      |
| 2011      | MotoGP    | Ducati  | Ducati Team                                                 | 46 | 17       | 0        | 1      | 0     | 1              | 139    | 7º      |
| 2012      | MotoGP    | Ducati  | Ducati Team                                                 | 46 | 18       | 0        | 2      | 0     | 1              | 163    | 6º      |
| 2013      | MotoGP    | Yamaha  | Yamaha Factory Racing                                       | 46 | 18       | 1        | 6      | 0     | 1              | 237    | 4º      |
| 2014      | MotoGP    | Yamaha  | Movistar Yamaha MotoGP                                      | 46 | 18       | 2        | 13     | 1     | 1              | 295    | 2º      |
| 2015      | MotoGP    | Yamaha  | Movistar Yamaha MotoGP                                      | 46 | 18       | 4        | 15     | 1     | 4              | 325    | 2º      |
| 2016      | MotoGP    | Yamaha  | Movistar Yamaha MotoGP                                      | 46 | 18       | 2        | 10     | 3     | 2              | 249    | 2º      |
| 2017      | MotoGP    | Yamaha  | Movistar Yamaha MotoGP                                      | 46 | 17       | 1        | 6      | 0     | 0              | 208    | 5º      |
| 2018      | MotoGP    | Yamaha  | Movistar Yamaha MotoGP                                      | 46 | 18       | 0        | 5      | 1     | 0              | 198    | 3º      |
| 2019      | MotoGP    | Yamaha  | Monster Energy Yamaha MotoGP                                | 46 | 19       | 0        | 2      | 0     | 1              | 174    | 7º      |
| 2020      | MotoGP    | Yamaha  | Monster Energy Yamaha MotoGP                                | 46 | 12       | 0        | 1      | 0     | 0              | 66     | 15º     |
| Total     |           |         |                                                             |    | 414      | 115      | 235    | 65    | 96             | 6313   |         |

* Temporada atual.

#### Por categoria
|                      | MotoGP/500cc | 250cc      | 125cc      | Total |
| -------------------- | ------------ | ---------- | ---------- | ----- |
| 1ª Corrida           | 2000 - RSA   | 1998 - JPN | 1996 - MAL |       |
| 1ª Pole              | 2001 - RSA   | 1999 - MAL | 1996 - CZE |       |
| 1ª Volta Mais Rápida | 2000 - RSA   | 1998 - MAL | 1996 - FRA |       |
| 1º Pódio             | 2000 - SPA   | 1998 - SPA | 1996 - AUT |       |
| 1ª Vitória           | 2000 - GBR   | 1998 - NED | 1996 - CZE |       |
| Nº de Vitórias       | 89           | 14         | 12         | 115   |
| Segundos Lugares     | 61           | 5          | 1          | 67    |
| Terceiros Lugares    | 49           | 2          | 2          | 53    |
| Pódios               | 199          | 21         | 15         | 235   |
| Poles                | 55           | 5          | 5          | 65    |
| Voltas Mais Rápidas  | 76           | 11         | 9          | 96    |
| Títulos              | 7            | 1          | 1          | 9     |

### Corridas (1996–2020)
| Temporada | Categoria | Time    | 1       | 2       | 3       | 4       | 5       | 6       | 7       | 8       | 9       | 10        | 11        | 12      | 13      | 14      | 15      | 16      | 17     | 18      | 19    | Classificação | Pontos |
| --------- | --------- | ------- | ------- | ------- | ------- | ------- | ------- | ------- | ------- | ------- | ------- | --------- | --------- | ------- | ------- | ------- | ------- | ------- | ------ | ------- | ----- | ------------- | ------ |
| 1996      | 125cc     | Aprilia | MAL 6   | IND 11  | JPN 11  | SPA 4   | ITA 4   | FRA Ret | DUT Ret | GER 5   | GBR Ret | AUT 3     | CZE 1     | IMO 5   | CAT Ret | BRA Ret | AUS 14  |         |        |         |       | 9º            | 111    |
| 1997      | 125cc     | Aprilia | MAL 1   | JPN Ret | SPA 1   | ITA 1   | AUT 2   | FRA 1   | DUT 1   | SMR 1   | GER 1   | BRA 1     | GBR 1     | CZE 3   | CAT 1   | IND 1   | AUS 6   |         |        |         |       | 1º            | 321    |
| 1998      | 250cc     | Aprilia | JPN Ret | MAL Ret | SPA 2   | ITA 2   | FRA 2   | MAD Ret | DUT 1   | GBR Ret | GER 3   | CZE Ret   | SMR 1     | CAT 1   | AUS 1   | ARG 1   |         |         |        |         |       | 2º            | 201    |
| 1999      | 250 cc    | Aprilia | MAL 5   | JPN 7   | SPA 1   | FRA Ret | ITA 1   | CAT 1   | DUT 2   | GBR 1   | GER 1   | CZE 1     | SMR 2     | VAL 8   | AUS 1   | SAF 1   | BRA 1   | ARG 3   |        |         |       | 1º            | 309    |
| 2000      | 500 cc    | Honda   | SAF Ret | MAL Ret | JPN 11  | SPA 3   | FRA 3   | ITA 12  | CAT 3   | DUT 6   | GBR 1   | GER 2     | CZE 2     | POR 3   | VAL Ret | BRA 1   | PAC 2   | AUS 3   |        |         |       | 2º            | 209    |
| 2001      | 500 cc    | Honda   | JPN 1   | SAF 1   | SPA 1   | FRA 3   | ITA Ret | CAT 1   | DUT 2   | GBR 1   | GER 7   | CZE 1     | POR 1     | VAL 11  | PAC 1   | AUS 1   | MAL 1   | BRA 1   |        |         |       | 1º            | 325    |
| 2002      | MotoGP    | Honda   | JPN 1   | SAF 2   | SPA 1   | FRA 1   | ITA 1   | CAT 1   | DUT 1   | GBR 1   | GER 1   | CZE Ret   | POR 1     | BRA 1   | PAC 2   | MAL 2   | AUS 1   | VAL 2   |        |         |       | 1º            | 355    |
| 2003      | MotoGP    | Honda   | JPN 1   | SAF 2   | SPA 1   | FRA 2   | ITA 1   | CAT 2   | DUT 3   | GBR 3   | GER 2   | CZE 1     | POR 1     | BRA 1   | PAC 2   | MAL 1   | AUS 1   | VAL 1   |        |         |       | 1º            | 357    |
| 2004      | MotoGP    | Yamaha  | SAF 1   | SPA 4   | FRA 4   | ITA 1   | CAT 1   | DUT 1   | BRA Ret | GER 4   | GBR 1   | CZE 2     | POR 1     | JPN 2   | QAT Ret | MAL 1   | AUS 1   | VAL 1   |        |         |       | 1º            | 304    |
| 2005      | MotoGP    | Yamaha  | SPA 1   | POR 2   | CHN 1   | FRA 1   | ITA 1   | CAT 1   | NED 1   | USA 3   | GBR 1   | GER 1     | CZE 1     | JPN Ret | MAL 2   | QAT 1   | AUS 1   | TUR 2   | VAL 3  |         |       | 1º            | 367    |
| 2006      | MotoGP    | Yamaha  | SPA 13  | QAT 1   | TUR 4   | CHN Ret | FRA Ret | ITA 1   | CAT 1   | NED 8   | GBR 2   | GER 1     | USA Ret   | CZE 2   | MAL 1   | AUS 3   | JPN 2   | POR 2   | VAL 13 |         |       | 2º            | 247    |
| 2007      | MotoGP    | Yamaha  | QAT 2   | SPA 1   | TUR 10  | CHN 2   | FRA 6   | ITA 1   | CAT 2   | GBR 4   | NED 1   | GER Ret   | USA 4     | CZE 7   | SMR Ret | POR 1   | JPN 13  | AUS 3   | MAL 5  | VAL Ret |       | 3º            | 241    |
| 2008      | MotoGP    | Yamaha  | QAT 5   | SPA 2   | POR 3   | CHN 1   | FRA 1   | ITA 1   | CAT 2   | GBR 2   | NED 11  | GER 2     | USA 1     | CZE 1   | SMR 1   | IND 1   | JPN 1   | AUS 2   | MAL 1  | VAL 3   |       | 1º            | 373    |
| 2009      | MotoGP    | Yamaha  | QAT 2   | JPN 2   | SPA ''1 | FRA 16  | ITA 3   | CAT 1   | NED 1   | USA 2   | GER 1   | GBR 5     | CZE 1     | IND Ret | SMR 1   | POR 4   | AUS 2   | MAL 3   | VAL 2  |         |       | 1º            | 306    |
| 2010      | MotoGP    | Yamaha  | QAT 1   | SPA 3   | FRA 2   | ITA NL  | GBR Les | NED Les | CAT Les | GER 4   | USA 3'  | CZE 5     | IND 4     | SMR 3   | ARA 6   | JPN 3   | MAL 1   | AUS 3   | POR 2  | VAL 3   |       | 3º            | 233    |
| 2011      | MotoGP    | Ducati  | QAT 7   | SPA 5   | POR 5   | FRA 3   | CAT 5   | GBR 6   | NED 4   | ITA 6   | GER 9   | USA 6     | CZE 6     | IND 10  | SMR 7   | ARA 10  | JPN Ret | AUS Ret | MAL C  | VAL Ret |       | 7°            | 139    |
| 2012      | MotoGP    | Ducati  | QAT 10  | SPA 9   | POR 7   | FRA 2   | CAT 6   | GBR 9   | NED 13  | GER 6   | ITA 5   | USA Ret   | IND 7     | CZE 7   | SMR 2   | ARA 8   | JPN 7   | MAL 5   | AUS 7  | VAL 10  |       | 6°            | 163    |
| 2013      | MotoGP    | Yamaha  | QAT 2   | AME 6   | SPA 4   | FRA 12  | ITA Ret | CAT 4   | NED 1   | GER 3   | USA 3   | IND 4     | CZE 4     | GBR 4   | SMR 4   | ARA 3   | MAL 4   | AUS 3   | JPN 6  | VAL 4   |       | 4°            | 237    |
| 2014      | MotoGP    | Yamaha  | QAT 2   | AME 8   | ARG 4   | SPA 2   | FRA 2   | ITA 3   | CAT 2   | NED 5   | GER 4   | IND 3     | CZE 3     | GBR 3   | SMR 1   | ARA Ret | JPN 3   | AUS 1   | MAL 2  | VAL 2   |       | 2°            | 295    |
| 2015      | MotoGP    | Yamaha  | QAT 1   | AME 3   | ARG 1   | SPA 3   | FRA 2   | ITA 3   | CAT 2   | NED 1   | GER 3   | IND 3     | CZE 3     | GBR 1   | SMR 5   | ARA 3   | JPN 2   | AUS 4   | MAL 3  | VAL 4   |       | 2°            | 325    |
| 2016      | MotoGP    | Yamaha  | QAT 4   | ARG 2   | AME Ret | SPA 1   | FRA 2   | ITA Ret | CAT 1   | NED Ret | GER 8   | AUT 4     | CZE 2     | GBR 3   | SMR 2   | ARA 3   | JPN Ret | AUS 2   | MAL 2  | VAL 4   |       | 2°            | 249    |
| 2017      | MotoGP    | Yamaha  | QAT 3   | ARG 2   | AME 2   | SPA 10  | FRA Ret | ITA 4   | CAT 8   | NED 1   | GER 5   | CZE 4     | AUT 7     | GBR 3   | SMR Les | ARA 5   | JPN Ret | AUS 2   | MAL 7  | VAL 5   |       | 5º            | 208    |
| 2018      | MotoGP    | Yamaha  | QAT 3   | ARG 19  | AME 4   | SPA 5   | FRA 3   | ITA 3   | CAT 3   | NED 5   | GER 2   | CZE 4     | AUT 6     | GBR C   | SMR 7   | ARA 8   | THA 4   | JPN 4   | AUS 6  | MAL 18  | VAL 3 | 3º            | 198    |
| 2019      | MotoGP    | Yamaha  | QAT 5   | ARG 2   | AME 2   | SPA 6   | FRA 5   | ITA Ret | CAT Ret | NED Ret | GER 8   | CZE 6     | AUT 4     | GBR 4   | SMR 4   | ARA 8   | THA 8   | JPN Ret | AUS 8  | MAL 4   | VAL 8 | 7º            | 174    |
| 2020      | MotoGP    | Yamaha  | SPA Ret | ANC 3   | CZE 5   | AUT 5   | EST 9   | RSM 4   | EMI Ret | CAT Ret | FRA Ret | ARA Covid | TER Covid | EUR Ret | VAL 12  | POR 12  |         |         |        |         |       | 15º           | 66     |
| 2021*     | MotoGP    | Yamaha  | QAT     | DOH     | POR     | SPA     | FRA     | ITA     | CAT     | GER     | NED     | FIN       | AUT       | GBR     | ARA     | RSM     | JPN     | THA     | AUS    | MAL     | VAL   | º*            | *      |

* Temporada atual.

## Recordes
Todos os recordes foram corrigidos e revisados até 5 de março de 2011
No Grande Prêmio da Alemanha, em 31 de Julho de 2005 em Sachsenring, Rossi conseguiu igualar a marca de 76 vitórias em todas as categorias da Motovelocidade com Mike Hailwood, na comemoração ele segurou uma placa escrito "76 Rossi 76 Hailwood, I'M Sorry, Mike", que quer dizer "Me desculpe, Mike".
No Grande Prêmio da França, em 19 de Maio de 2008 em Le Mans, Rossi conseguiu 90 vitórias em todas as categorias da Motovelocidade com Angel Nieto. Nieto estava na platéia, vestindo uma camiseta especial parabenizando Rossi. Nieto montou na moto de Rossi, que ficou como passageiro segurando uma bandeira que continha a inscrição "90 + 90", quando ambos fizeram a volta da vitória.
No Grande Prêmio da Holanda, em 28 de Junho de 2009, em Assen, Rossi juntou-se ao seu clube de fans para comemorar a sua vitória número 100, abrindo um "mega" poster com uma foto de cada uma das 100 vitórias.

### Recordes nas 500cc/MotoGP
- Rossi é o segundo piloto a conseguir vencer 7 vezes o campeonato mundial de motociclismo da classe máxima, atrás somente de Giacomo Agostini que venceu 8 vezes;
- Rossi é o segundo piloto, de sempre, a vencer 5 campeonatos mundiais consecutivos, juntamente com Michael Doohan e atrás de Giacomo Agostini, que venceu 7 vezes consecutivas;
- Rossi é o primeiro piloto de todos os tempos a vencer 83 corridas na classe máxima do motociclismo, seguido de Giacomo Agostini com 68;
- Rossi é o primeiro piloto a subir 138 vezes ao pódio na classe máxima;
- Rossi é o primeiro piloto, na história, a conseguir 59 pole positions;
- Rossi é o segundo piloto, de sempre, a ganhar 11 corridas num campeonato, nos campeonatos da 2001, 2002 e 2005, juntamente com Giacomo Agostini, atrás somente de Michael Doohan com 12 vitórias em 1997;
- Rossi é o primeiro piloto de todos os tempos a conseguir subir mais vezes ao pódio numa temporada, totalizando 16 vezes, nos campeonatos de 2003, 2005 e 2008, Foi igualado por Jorge Lorenzo em 2010;
- Rossi é o terceiro piloto de todos os tempos com 9 pole positions numa temporada, na 2003, juntamente com Casey Stoner e Kevin Schwantz. Atrás somente de Michael Doohan com 12 pole positions, em 1997, Wayne Gardner e Freddie Spencer com 10 pole positions, na 1987 e na 1985, respectivamente;
- Rossi é o primeiro piloto a atingir 12 voltas mais rápidas numa única temporada, em 2003;
- É o primeiro piloto que, em toda a história, atingiu numa única temporada 373 pontos, Mas foi ultrapassado por Jorge Lorenzo com 383 em 2010;
- Pela primeira vez na história um piloto subiu 23 vezes, consecutivas, ao pódio. Esse piloto foi o senhor Valentino. O recorde começou em 2002, no GP de Portugal, e acabou em 2004 no GP da África do Sul.

### Recordes nas 250cc
- Rossi é o terceiro em maior número de vitórias, numa única temporada, com 9 corridas ganhas na 1999, juntamente com Marco Melandri e Max Biaggi, atrás de Daijiro Kato com 11 vitórias, na 2001, Anton Mang e Mike Hailwood com 10 vitórias, na 1981 e na 1966, respectivamente.
- Rossi é o único com mais pódios numa temporada com 12 pódios, na 1999, juntamente com Marco Melandri, Shinya Nakano, Max Biaggi, Luca Cadalora, John Kocinski e Sito Pons.

### Recordes nas 125cc
- Rossi é o primeiro piloto com mais vitórias numa única temporada, em 1997, contabilizando 11 primeiros lugares.
- Rossi foi o primeiro piloto com mais pódios da categoria numa única temporada, figurando em 13 deles em 1997. Mas foi ultrapassado por Álvaro Bautista com 14 pódios em 2006.

### Recordes motociclismo
- Rossi é o primeiro piloto a ultrapassar os 4.000 pontos na carreira. (Recorde - Rossi com 4259);
- Rossi é o terceiro piloto Campeão Mundial, de todos os tempos, a vencer 9 títulos mundiais, 1 em 125cc (1997), outro em 250cc (1999), outro em 500GP (2001) e 6 em MotoGP (´02;´03;´04;´05;´08;´09) juntamente com Carlo Ubbiali e Mike Hailwood, atrás de Angel Nieto com 13 títulos mundiais e Giacomo Agostini com 15 títulos mundiais.(Recorde - Agostini com 15);
- Rossi é o segundo piloto em todos os tempos a vencer 106 corridas, atrás de Giacomo Agostini com 122 corridas ganhas. (Recorde - Agostini com 122);
- Rossi é o único piloto que conseguiu ultrapassar o número recorde de pódios de Giacomo Agostini (Agostini - 159 pódios).(Recorde - Rossi com 179);
- Rossi conquistou 59 pole positions, igualando-se a Michael Doohan.
- Rossi, na história do motociclismo, é o segundo piloto com mais voltas rápidas, com 88. Apenas Giacomo Agostini se mantém à frente de Rossi, neste recorde. (Recorde - Agostini com 117).

### Outros recordes
- Rossi foi o último vencedor de uma corrida na categoria 500cc e, também, o seu último campeão, na 2001;
- "Il Dottore" foi a primeira entidade a vencer, pelo menos um campeonato mundial, com cinco motores de cilindrada diferente (125cc, 250cc, 500cc, 1000cc e 800cc)
- Rossi foi o último campeão da categoria 500cc, na 2001 e o primeiro campeão mundial da categoria MotoGP na 2002;
- Valentino Rossi é o piloto mais bem sucedido da Aprilia, com 26 vitórias (12 em 125cc e 14 em 250cc);
- Rossi é o piloto mais bem sucedido da Yamaha com 45 vitórias e 4 campeonatos mundiais;
- Rossi é o único piloto a conseguir ganhar o campeonato mundial em quatro categorias diferentes (125cc, 250cc, 500cc e MotoGP);
- Rossi é o segundo piloto, na história, a vencer campeonatos mundiais de motovelocidade consecutivos com motos de equipes diferentes (2001-2003 com a Honda e 2004-2005 com a Yamaha) junto com Eddie Lawson (1988 com a Yamaha e 1989 com a Honda);
- Rossi é o primeiro e único piloto a vencer duas corridas consecutivas com motos de diferentes equipas. "Vale" venceu a corrida da final da temporada de 2003 com a Honda, em Valência, e a primeira corrida de 2004, com a Yamaha, no GP da África do Sul;
- Rossi é o primeiro e único piloto a vencer 3 corridas depois de ter partido em 11º ou pior na grelha de partida (GP da Inglaterra de 2001, GP da Alemanha em 2006, GP da Holanda em 2007);
- Rossi é o único piloto a conquistar campeonatos com todas as motos de categoria máxima: 500cc (2001), 800cc (2008/2009) e 1000cc (2002/03/04/05);
- Rossi venceu corridas com todas as motos que já pilotou e em todas as epocas, exceto com a Ducati.